# Adam Woods
Adam Woods, artistnamn för Adam Christopher Allskog, född 14 mars 2001, är en svensk sångare och låtskrivare.

## Biografi
Adam Woods kommer från Resarö. Han har studerat vid Tibble gymnasium i Täby. Woods sökte in till Idol 2018 i Sverige med låten Break Even av The Script. Han sökte åter till Idol 2019 med låten You Are The Reason av Calum Scott.
Woods deltog tillsammans med Jon Henrik Fjällgren och Arc North i Melodifestivalen 2023 med låten "Where You Are (Sávežan)" skriven av Arc North, Calle Hellberg, Jon Henrik Fjällgren, Joy Deb, Oliver Belvelin, Richard Lästh, Tobias Lundgren och William Segerdahl. De gick direkt vidare till finalen från den första deltävlingen i Göteborg den 4 februari 2023. I finalen kom bidraget på fjärde plats.
I Melodifestivalen 2024 ställde Adam Woods upp som soloartist med låten "Supernatural" som han skrivit tillsammans med Calle Hellberg, Jonna Hall och William Segerdahl. Låten tog sig vidare till finalkvalet, men gick inte vidare till finalen.

### Melodi Grand Prix och Eurovision 2025
Adam Woods är en av låtskrivarna till låten "Lighter" som Kyle Alessandro tävlade med i Melodi Grand Prix 2025. Låten vann tävlingen och kommer därmed att representera Norge i Eurovison Song Contest.

## Diskografi

### Singlar
- 2020 – I want i that way, tillsammans med Helicon och Rotciv & Revilo.
- 2023 – Close enough
- 2023 – Lose my mind, tillsammans med TADROS.
- 2023 – Monster, tillsammans med OHILO.

## Låtar
- Shameless med Rude Lies (skriven tillsammans med Niclas Lundin och Kristaps Cerps och Alice Forsell).[4]